# Uliosoma acutialis
Uliosoma acutialis är en fjärilsart som beskrevs av George Francis Hampson 1916. Uliosoma acutialis ingår i släktet Uliosoma och familjen mott. Inga underarter finns listade i Catalogue of Life.